# Никольский (Верховский район)
Нико́льский — посёлок в Верховском районе Орловской области. Входит в состав Васильевского сельского поселения.

## География
Посёлок находится в северо-восточной части Орловской области на Среднерусской возвышенности.

### Часовой пояс
Посёлок Никольский, как и вся Орловская область, находится в часовой зоне МСК (московское время). Смещение применяемого времени относительно UTC составляет +3:00.

## Население
| 2010 |
| ---- |
| 7    |

### Национальный состав
Согласно результатам переписи 2002 года, в национальной структуре населения русские составляли 100 % из 19 чел.